# Joackim Jørgensen
Joackim Jørgensen est un footballeur norvégien, né le 20 septembre 1988 à Yven en Norvège. Il évolue comme milieu relayeur à Elfsborg. Connu pour sa qualité de passe et sa grosse activité au milieu de terrain, il a été suivi par quelques grands clubs norvégiens avant de choisir de rejoindre la Suède et Elfsborg,.

## Biographie
Né à Yven, il grandit à Bærum et a toujours montré beaucoup d'intérêt pour le football. Après avoir débuté dans le club de sa ville natale, le Yven IF, il rejoint à 14 ans la section jeune de Sarpsborg. 

### Sarpsborg
Lors de l'année 2007, alors qu'il atteint l'âge de 18 ans, il intègre l'équipe première du FK Sparta Sarpsborg (devenu depuis le Sarpsborg 08 FF) où il dispute l'intégralité de la saison (26 matchs, 1 but) en Adeccoligaen. Toutefois il peine à trouver une place définitive sur le terrain et est essayé à différentes positions, principalement en défense (sur le côté gauche ou dans l'axe) sans se fixer quelque part. Lors de la saison suivante, il est prêté à Lørenskog IF où on lui attribue un rôle plus offensif. C'est un succès et dès lors son ancien club veut le récupérer. En 2009, il est repositionné en tant que milieu défensif, un poste où il sera susceptible de combiner ses talents offensifs et défensifs. Très vite, il devient l'un des maillons fort du club et participe à la promotion de son club en Tippeligaen lors de la saison 2010. En dépit d'une très bonne saison, il ne peut malgré tout pas empêcher la relégation de son club à l'issue de la saison 2011. Remarqué par de nombreux clubs scandinaves, parmi lesquels Rosenborg BK, Molde FK ou Stabæk Fotball, il choisit alors de quitter Sarpsborg pour tenter sa chance dans un plus grand club. 

### IF Elfsborg
Jørgensen rejoint l'IF Elfsborg le 20 novembre 2011 pour une somme comprise entre 350 et 750 000 € faisant de lui le plus gros transfert de l'histoire de Sarpsborg 08 FF.  
Joackim déclara qu'"Elfsborg [était] probablement le club qui [pouvait] lui apporter le plus de par le bon encadrement et le nombre de grands joueurs qui le compose. J'aime la façon de jouer d'Elfsborg, où le jeu de passe est primordial. J'espère pouvoir apporter défensivement et offensivement dans les deux zones de buts. Je suis plutôt bon dans les airs".
Le nouvel entraîneur d'Elfsborg, Jörgen Lennartsson avait eu l'occasion de superviser Joakim lorsqu'il entraînait Stabæk Fotball. Pour lui, Joakim "est le type de joueur qui nous manquait un peu. Une sorte de Jari Ilola, lent mais très bon dans le jeu. Je l'ai suivi quand j'étais à Stabæk et il a été incroyable à Sarpsborg. C'est un relayeur typique doté d'une grande endurance. Il a également une très bonne frappe et est très bon dans son domaine. Je suis très heureux de l'avoir recruté à Elfsborg."

## Faits divers
La nuit du 25 April 2010, le même jour où Sarpsborg 08 rencontrait Follo en Adeccoligaen, Jørgensen a été arrêté pour conduite en état d'ivresse. S'il n'a pas été conduit en prison, il a toutefois dû s'acquitter d'une amende de 25 000 NOK.

## Palmarès
- Championnat de Suède : 2012
- Adeccoligaen (D2 norvégienne) : vice-champion en 2010
- But de l'année de la Tippeligaen (D1 norvégienne) : nomination en 2011[7]